# Laurence Sailliet
Laurence Sailliet (ur. 1 marca 1973 w Thionville) – francuska polityk i dietetyczka, posłanka do Parlamentu Europejskiego IX kadencji.

## Życiorys
Z zawodu dietetyczka, pracowała w Pau i Paryżu, a także w Hiszpanii. W 2002 dołączyła do Unii na rzecz Ruchu Ludowego, przekształconej później w partię Republikanie. Była delegatką swojego ugrupowania w Hiszpanii i Portugalii, w 2011 weszła w skład jego biura politycznego. W 2017 zgłosiła swoją kandydaturę w wyborach na przewodniczącego partii, wycofała się jednak wobec braku wystarczającego poparcia. Została następnie rzeczniczką swojej formacji kierowanej przez Laurenta Wauquieza.
W 2019 kandydowała do PE z ramienia koalicji skupionej wokół Republikanów. W tym samym roku ustąpiła z funkcji partyjnych. Zrezygnowała z członkostwa w ugrupowaniu. Została felietonistką w programie telewizyjnym Balance ton post!. zajęła się pisaniem felietonów, potem podjęła pracę w ministerstwie obrony. W 2023 objęła mandat eurodeputowanej IX kadencji w miejsce Agnès Evren; w PE dołączyła do frakcji Europejskiej Partii Ludowej.